# Jumellea
Jumellea är ett släkte av orkidéer. Jumellea ingår i familjen orkidéer.

## Bildgalleri

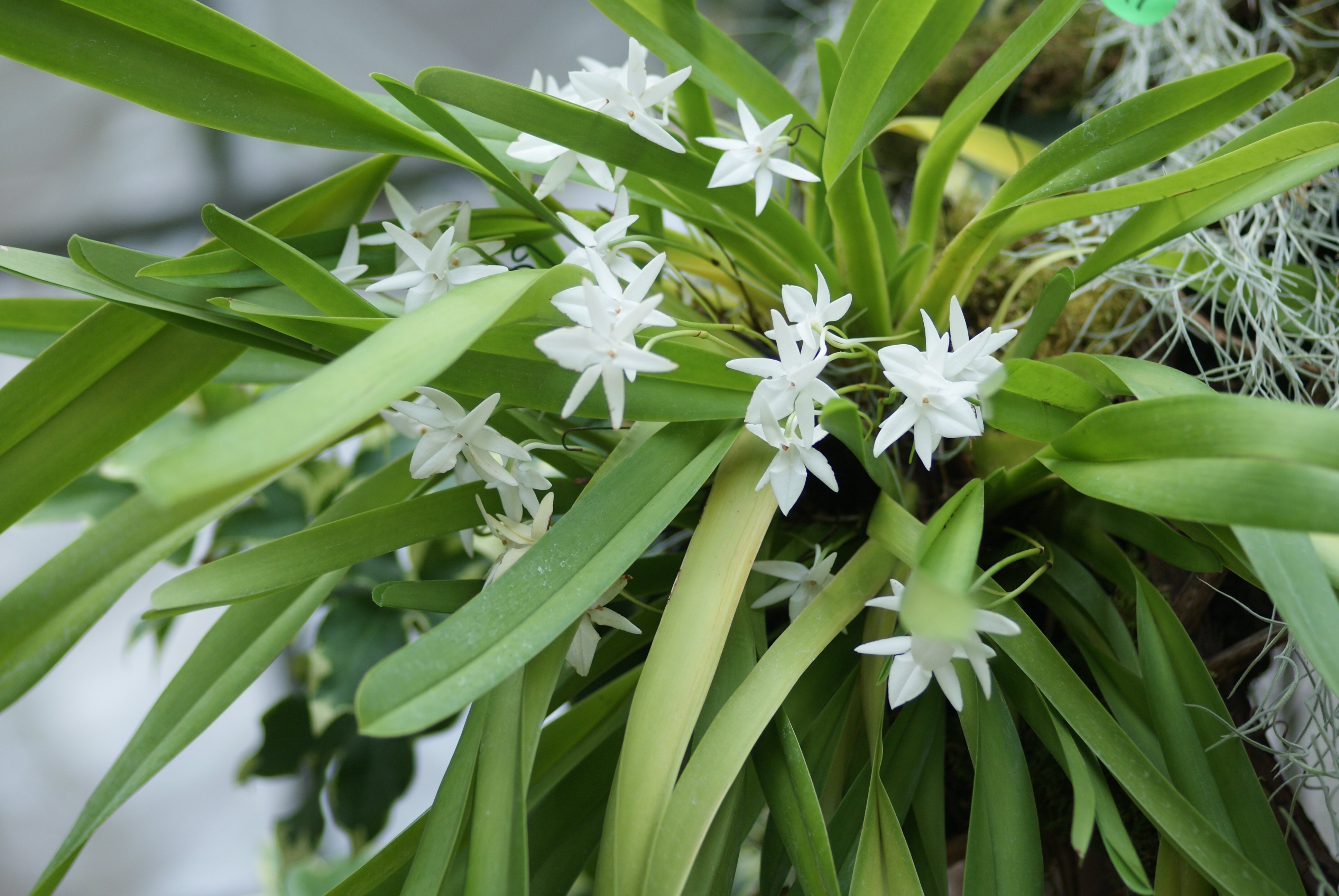
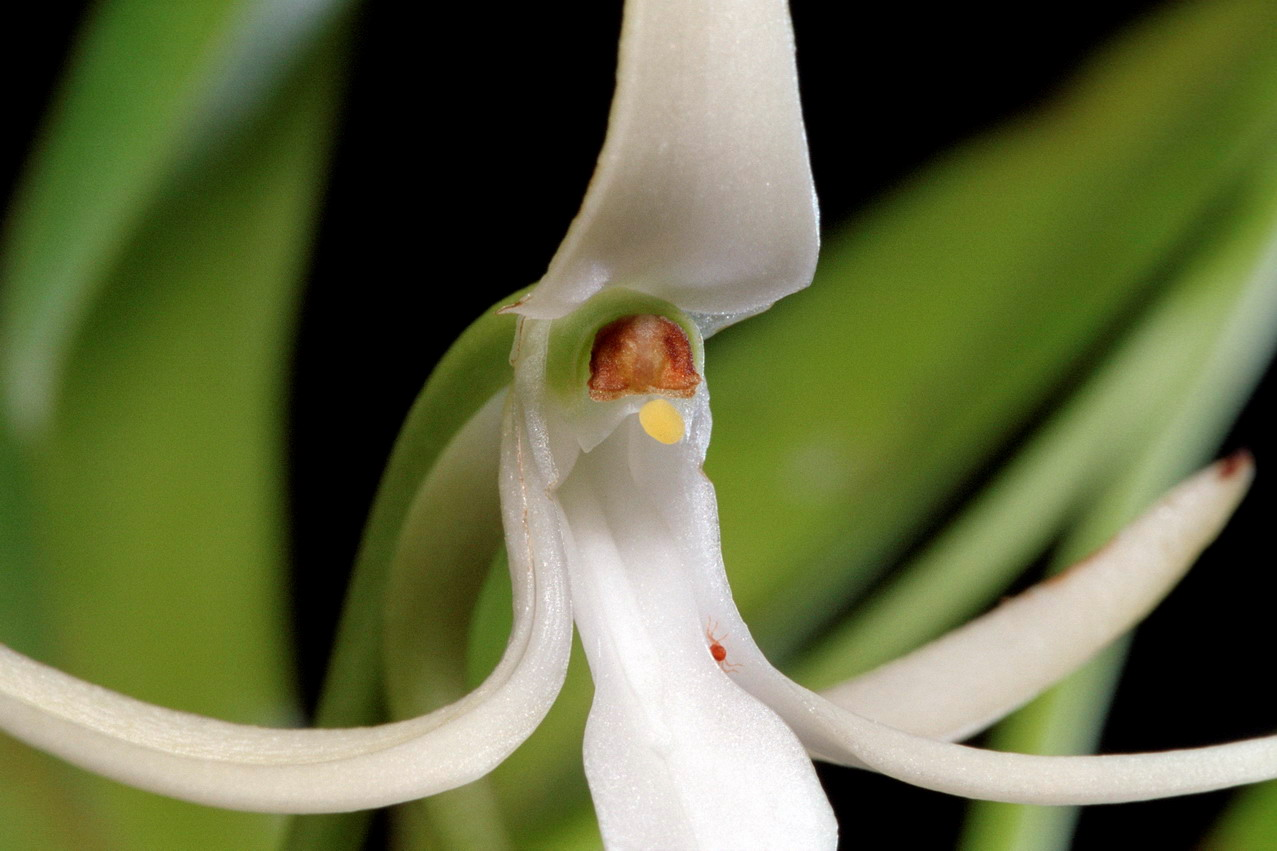

## Dottertaxa tillJumellea, i alfabetisk ordning[1]
- Jumellea alionae
- Jumellea ambrensis
- Jumellea amplifolia
- Jumellea angustifolia
- Jumellea anjouanensis
- Jumellea arachnantha
- Jumellea arborescens
- Jumellea bathiei
- Jumellea bosseri
- Jumellea brachycentra
- Jumellea brevifolia
- Jumellea comorensis
- Jumellea confusa
- Jumellea cowanii
- Jumellea cyrtoceras
- Jumellea dendrobioides
- Jumellea densifoliata
- Jumellea divaricata
- Jumellea exilis
- Jumellea flavescens
- Jumellea fragrans
- Jumellea francoisii
- Jumellea gladiator
- Jumellea gracilipes
- Jumellea gregariiflora
- Jumellea hyalina
- Jumellea ibityana
- Jumellea intricata
- Jumellea jumelleana
- Jumellea lignosa
- Jumellea linearipetala
- Jumellea longivaginans
- Jumellea majalis
- Jumellea major
- Jumellea marojejiensis
- Jumellea maxillarioides
- Jumellea nutans
- Jumellea ophioplectron
- Jumellea pachyceras
- Jumellea pachyra
- Jumellea pandurata
- Jumellea papangensis
- Jumellea peyrotii
- Jumellea phalaenophora
- Jumellea porrigens
- Jumellea punctata
- Jumellea recta
- Jumellea recurva
- Jumellea rigida
- Jumellea rossii
- Jumellea sagittata
- Jumellea similis
- Jumellea spathulata
- Jumellea stenoglossa
- Jumellea stenophylla
- Jumellea stipitata
- Jumellea teretifolia
- Jumellea triquetra
- Jumellea usambarensis
- Jumellea walleri
- Jumellea zaratananae